# 皮亞鬼
皮亞鬼，是洪雅族傳說中的的妖怪，喜歡吃人:60。

## 傳說
過去曾有位王子在黑森林中打獵，在回程的途中遭遇皮亞鬼，是個擁有黑色翅膀的巨人。皮亞鬼飛來襲擊王子，王子以弓箭回擊卻無法擊中，最終被皮亞鬼的黑色翅膀所覆蓋，當再次出現時僅剩一具白骨。此後皮亞鬼食髓知味的多次前往部落襲擊人群，造成人心惶惶，於是人們建造了筏船遷移以躲避皮亞鬼的襲擊，最終抵達了臺灣中部平地:95。

## 其他
在雲南西雙版納的傣族中也流傳著皮亞鬼（赤臉巨牙渾身是毛的鬼）的傳說，婦女每到森林去採茶時,會拔一根香茅草插在頭上以防止皮亞鬼的襲擊:112-114。